# ラウル・プレビッシュ
ラウル・プレビッシュ（Raúl Prebisch、1901年4月17日 - 1986年4月29日）は、アルゼンチンの経済学者。
従属理論の形成に大きな役割を果たしたプレビッシュ＝シンガー命題に代表される構造学派経済学への貢献で知られる。
1950年にラテンアメリカ経済委員会（ECLAまたはCEPAL）の事務局長。
1950年に、研究に影響力を与えた研究「ラテンアメリカの経済発展とその主要な問題（The Economic Development of Latin America and its Principal Problems）」を発表。 

## 生い立ち
アルゼンチンのサン・ミゲル・デ・トゥクマンで生まれる。チリのサンティアゴで没する。

## 作品
- Prebisch, Raúl (1959). “Commercial Policy in the Underdeveloped Countries”. American Economic Review 49:  251–273.
- ラウル・プレビッシュ、ラテンアメリカの経済発展とその主要な問題（ニューヨーク：国連、1950年）
- Raúl Prebisch (1970). Change and Development: Latin America's Great Task. Inter-American Development Bank
- 輸入代替工業化
- サミールアミン
- 公正取引
- 従属理論